# Canton du Perche
Le canton du Perche est une circonscription électorale française du département de Loir-et-Cher dans la région naturelle du Perche.

## Histoire
Un nouveau découpage territorial de Loir-et-Cher entre en vigueur à l'occasion des élections départementales de 2015. Il est défini par le décret du 21 février 2014, en application des lois du 17 mai 2013 (loi organique 2013-402 et loi 2013-403). Les conseillers départementaux sont, à compter de ces élections, élus au scrutin majoritaire binominal mixte. Les électeurs de chaque canton élisent au Conseil départemental, nouvelle appellation du Conseil général, deux membres de sexe différent, qui se présentent en binôme de candidats. Les conseillers départementaux sont élus pour 6 ans au scrutin binominal majoritaire à deux tours, l'accès au second tour nécessitant 12,5 % des inscrits au 1er tour. En outre la totalité des conseillers départementaux est renouvelée. Ce nouveau mode de scrutin nécessite un redécoupage des cantons dont le nombre est divisé par deux avec arrondi à l'unité impaire supérieure si ce nombre n'est pas entier impair, assorti de conditions de seuils minimaux. Dans le Loir-et-Cher, le nombre de cantons passe ainsi de 30 à 15.
Le canton du Perche est formé de communes des anciens cantons de Mondoubleau (14 communes), de Savigny-sur-Braye (7 communes), de Droué (12 communes), de Morée (13 communes), de Selommes (2 communes) et d'Ouzouer-le-Marché (2 communes). Avec ce redécoupage administratif, le territoire du canton s'affranchit des limites d'arrondissements, avec 48 communes incluses dans l'arrondissement de Vendôme et deux dans celui de Blois. Le bureau centralisateur est situé à Savigny-sur-Braye.

## Représentation
| Période élective | Période élective | Mandat | Mandat   | Identité         | Nuance | Nuance | Qualité |
| ---------------- | ---------------- | ------ | -------- | ---------------- | ------ | ------ | --- |
| 2015             | 2021             | 2015   | 2021     | Florence Doucet  |        | UDI    | Ancienne fonctionnaire au Conseil Général, Choue |
| 2015             | 2021             | 2015   | 2021     | Bernard Pillefer |        | UDI    | Maire de Fréteval Ancien conseiller général du Canton de Morée (2008-2015) Vice-Président du Conseil Départemental chargé des routes, des infrastructures et du très haut débit |
| 2021             | 2028             | 2021   | en cours | Florence Doucet  |        | UDI    | Conseillère sortante, 7ème Vice-Présidente du conseil départemental |
| 2021             | 2028             | 2021   | en cours | Bernard Pillefer |        | UDI    | Conseiller sortant, 4ème Vice-Président du conseil départemental, élu sénateur en septembre 2023                                                                                |

### Résultats détaillés

#### Élections de mars 2015
À l'issue du 1er tour des élections départementales de 2015, deux binômes sont en ballottage : Florence Doucet et Bernard Pillefer (Union de la Droite, 45,63 %) et Laurence Anchyse et Marc-Antoine Andréani (FN, 30,22 %). Le taux de participation est de 53,58 % (9 667 votants sur 18 042 inscrits) contre 53,42 % au niveau départemental et 50,17 % au niveau national.
Au second tour, Florence Doucet et Bernard Pillefer (Union de la Droite) sont élus avec 65,96 % des suffrages exprimés et un taux de participation de 53,97 % (5 814 voix pour 9 738 votants et 18 042 inscrits).

#### Élections de juin 2021
Le premier tour des élections départementales de 2021 est marqué par un très faible taux de participation (33,26 % au niveau national). Dans le canton du Perche, ce taux de participation est de 35,69 % (6 269 votants sur 17 564 inscrits) contre 35,86 % au niveau départemental. À l'issue de ce premier tour, deux binômes sont en ballottage : Florence Doucet et Bernard Pillefer (Union des démocrates et indépendants, 56,08 %) et Monique Baron et Éric Hellio (RN, 24,92 %).
Le second tour des élections est marqué une nouvelle fois par une abstention massive équivalente au premier tour. Les taux de participation sont de 34,36 % au niveau national, 35,81 % dans le département et 34,5 % dans le canton du Perche. Florence Doucet et Bernard Pillefer (Union des démocrates et indépendants) sont élus avec 73,81 % des suffrages exprimés (4 123 voix pour 6 060 votants et 17 567 inscrits),,.

## Composition
Le canton du Perche comprenait cinquante communes à sa création.
À la suite de la création de la commune nouvelle Couëtron-au-Perche au 1er janvier 2018, le nombre de communes du canton descend à 46.
| Nom                                       | Code Insee | Intercommunalité               | Superficie (km2) | Population (dernière pop. légale) | Densité (hab./km2) | Modifier                                    |
| ----------------------------------------- | ---------- | ------------------------------ | ---------------- | --------------------------------- | ------------------ | ------------------------------------------- |
| Savigny-sur-Braye (bureau centralisateur) | 41238      | CA Territoires Vendômois       | 67,18            | 1 960 (2022)                      | 29                 | modifier les données · modifier les données |
| Baillou                                   | 41012      | CC des Collines du Perche      | 19,85            | 205 (2022)                        | 10                 | modifier les données · modifier les données |
| Beauchêne                                 | 41014      | CC des Collines du Perche      | 10,08            | 165 (2022)                        | 16                 | modifier les données · modifier les données |
| Bonneveau                                 | 41020      | CA Territoires Vendômois       | 10,95            | 455 (2022)                        | 42                 | modifier les données · modifier les données |
| Bouffry                                   | 41022      | CC du Perche et Haut Vendômois | 17,73            | 136 (2022)                        | 7,7                | modifier les données · modifier les données |
| Boursay                                   | 41024      | CC des Collines du Perche      | 22,08            | 179 (2022)                        | 8,1                | modifier les données · modifier les données |
| Brévainville                              | 41026      | CC du Perche et Haut Vendômois | 16,16            | 161 (2022)                        | 10,0               | modifier les données · modifier les données |
| Busloup                                   | 41028      | CC du Perche et Haut Vendômois | 18,94            | 496 (2022)                        | 26                 | modifier les données · modifier les données |
| Cellé                                     | 41030      | CA Territoires Vendômois       | 12,67            | 225 (2022)                        | 18                 | modifier les données · modifier les données |
| La Chapelle-Enchérie                      | 41037      | CC du Perche et Haut Vendômois | 10,76            | 211 (2022)                        | 20                 | modifier les données · modifier les données |
| La Chapelle-Vicomtesse                    | 41041      | CC du Perche et Haut Vendômois | 15,03            | 160 (2022)                        | 11                 | modifier les données · modifier les données |
| Chauvigny-du-Perche                       | 41048      | CC du Perche et Haut Vendômois | 23,43            | 230 (2022)                        | 9,8                | modifier les données · modifier les données |
| Choue                                     | 41053      | CC des Collines du Perche      | 37,39            | 515 (2022)                        | 14                 | modifier les données · modifier les données |
| Cormenon                                  | 41060      | CC des Collines du Perche      | 5,76             | 690 (2022)                        | 120                | modifier les données · modifier les données |
| Couëtron-au-Perche                        | 41248      | CC des Collines du Perche      | 86,47            | 1 045 (2022)                      | 12                 | modifier les données · modifier les données |
| Danzé                                     | 41073      | CA Territoires Vendômois       | 42,26            | 671 (2022)                        | 16                 | modifier les données · modifier les données |
| Droué                                     | 41075      | CC du Perche et Haut Vendômois | 24,04            | 1 027 (2022)                      | 43                 | modifier les données · modifier les données |
| Épuisay                                   | 41078      | CA Territoires Vendômois       | 23,52            | 790 (2022)                        | 34                 | modifier les données · modifier les données |
| Fontaine-les-Coteaux                      | 41087      | CA Territoires Vendômois       | 22,11            | 326 (2022)                        | 15                 | modifier les données · modifier les données |
| Fontaine-Raoul                            | 41088      | CC du Perche et Haut Vendômois | 21,90            | 235 (2022)                        | 11                 | modifier les données · modifier les données |
| La Fontenelle                             | 41089      | CC du Perche et Haut Vendômois | 20,10            | 207 (2022)                        | 10                 | modifier les données · modifier les données |
| Fortan                                    | 41090      | CA Territoires Vendômois       | 5,98             | 253 (2022)                        | 42                 | modifier les données · modifier les données |
| Fréteval                                  | 41095      | CC du Perche et Haut Vendômois | 20,49            | 1 065 (2022)                      | 52                 | modifier les données · modifier les données |
| Le Gault-du-Perche                        | 41096      | CC des Collines du Perche      | 28,20            | 319 (2022)                        | 11                 | modifier les données · modifier les données |
| Lignières                                 | 41115      | CC du Perche et Haut Vendômois | 15,77            | 409 (2022)                        | 26                 | modifier les données · modifier les données |
| Lisle                                     | 41116      | CC du Perche et Haut Vendômois | 6,61             | 186 (2022)                        | 28                 | modifier les données · modifier les données |
| Moisy                                     | 41141      | CC du Perche et Haut Vendômois | 17,33            | 341 (2022)                        | 20                 | modifier les données · modifier les données |
| Mondoubleau                               | 41143      | CC des Collines du Perche      | 4,84             | 1 306 (2022)                      | 270                | modifier les données · modifier les données |
| Morée                                     | 41154      | CC du Perche et Haut Vendômois | 25,83            | 1 079 (2022)                      | 42                 | modifier les données · modifier les données |
| Ouzouer-le-Doyen                          | 41172      | CC du Perche et Haut Vendômois | 16,59            | 228 (2022)                        | 14                 | modifier les données · modifier les données |
| Pezou                                     | 41175      | CC du Perche et Haut Vendômois | 13,97            | 1 093 (2022)                      | 78                 | modifier les données · modifier les données |
| Le Plessis-Dorin                          | 41177      | CC des Collines du Perche      | 14,19            | 149 (2022)                        | 11                 | modifier les données · modifier les données |
| Le Poislay                                | 41179      | CC du Perche et Haut Vendômois | 15,89            | 198 (2022)                        | 12                 | modifier les données · modifier les données |
| Rahart                                    | 41186      | CA Territoires Vendômois       | 14,23            | 301 (2022)                        | 21                 | modifier les données · modifier les données |
| Renay                                     | 41187      | CC du Perche et Haut Vendômois | 12,05            | 176 (2022)                        | 15                 | modifier les données · modifier les données |
| Romilly                                   | 41193      | CC du Perche et Haut Vendômois | 14,90            | 155 (2022)                        | 10                 | modifier les données · modifier les données |
| Ruan-sur-Egvonne                          | 41196      | CC du Perche et Haut Vendômois | 11,35            | 80 (2022)                         | 7,0                | modifier les données · modifier les données |
| Saint-Firmin-des-Prés                     | 41209      | CA Territoires Vendômois       | 13,89            | 756 (2022)                        | 54                 | modifier les données · modifier les données |
| Saint-Hilaire-la-Gravelle                 | 41214      | CC du Perche et Haut Vendômois | 17,57            | 656 (2022)                        | 37                 | modifier les données · modifier les données |
| Saint-Jean-Froidmentel                    | 41216      | CC du Perche et Haut Vendômois | 17,20            | 507 (2022)                        | 29                 | modifier les données · modifier les données |
| Saint-Marc-du-Cor                         | 41224      | CC des Collines du Perche      | 13,09            | 183 (2022)                        | 14                 | modifier les données · modifier les données |
| Sargé-sur-Braye                           | 41235      | CC des Collines du Perche      | 42,61            | 956 (2022)                        | 22                 | modifier les données · modifier les données |
| Sougé                                     | 41250      | CA Territoires Vendômois       | 16,88            | 478 (2022)                        | 28                 | modifier les données · modifier les données |
| Le Temple                                 | 41254      | CC des Collines du Perche      | 13,32            | 173 (2022)                        | 13                 | modifier les données · modifier les données |
| La Ville-aux-Clercs                       | 41275      | CA Territoires Vendômois       | 26,61            | 1 223 (2022)                      | 46                 | modifier les données · modifier les données |
| Villebout                                 | 41277      | CC du Perche et Haut Vendômois | 11,21            | 119 (2022)                        | 11                 | modifier les données · modifier les données |
| Canton du Perche                          | 4109       |                                | 939,01           | 22 478 (2022)                     | 24                 | modifier les données                        |

## Démographie
En 2022, le canton comptait 22 478 habitants, en évolution de −3,1 % par rapport à 2016 (Loir-et-Cher : −1,15 %, France hors Mayotte : +2,11 %).
| 2013   | 2018   | 2022   |
| ------ | ------ | ------ |
| 23 575 | 22 916 | 22 478 |